# Sciaromium limbatum
Sciaromium limbatum là một loài rêu trong họ Echinodiaceae. Loài này được Sull. A. Jaeger mô tả khoa học đầu tiên năm 1880.